# Ortillon
Ortillon est une commune française, située dans le département de l'Aube en région Grand Est.

## Géographie
| Vaupoisson |          | Isle-Aubigny |
| Voué       | Ortillon |              |
| Montsuzain |          | Chaudrey     |

Le cadastre de 1837 citait : la Bac, la Croix-de-la-Chapelle, Meudon, le Moulin à Vent, Perrigny, le Prieuré, le Puits-Dindier, la Voie-Saunière.

### Hydrographie
La commune est dans la région hydrographique « la Seine de sa source au confluent de l'Oise (exclu) » au sein du bassin Seine-Normandie. Elle est drainée par l'Aube,.
L'Aube, d'une longueur de 249 km, prend sa source dans la commune d'Auberive et se jette  dans la Seine à Marcilly-sur-Seine, après avoir traversé 82 communes.

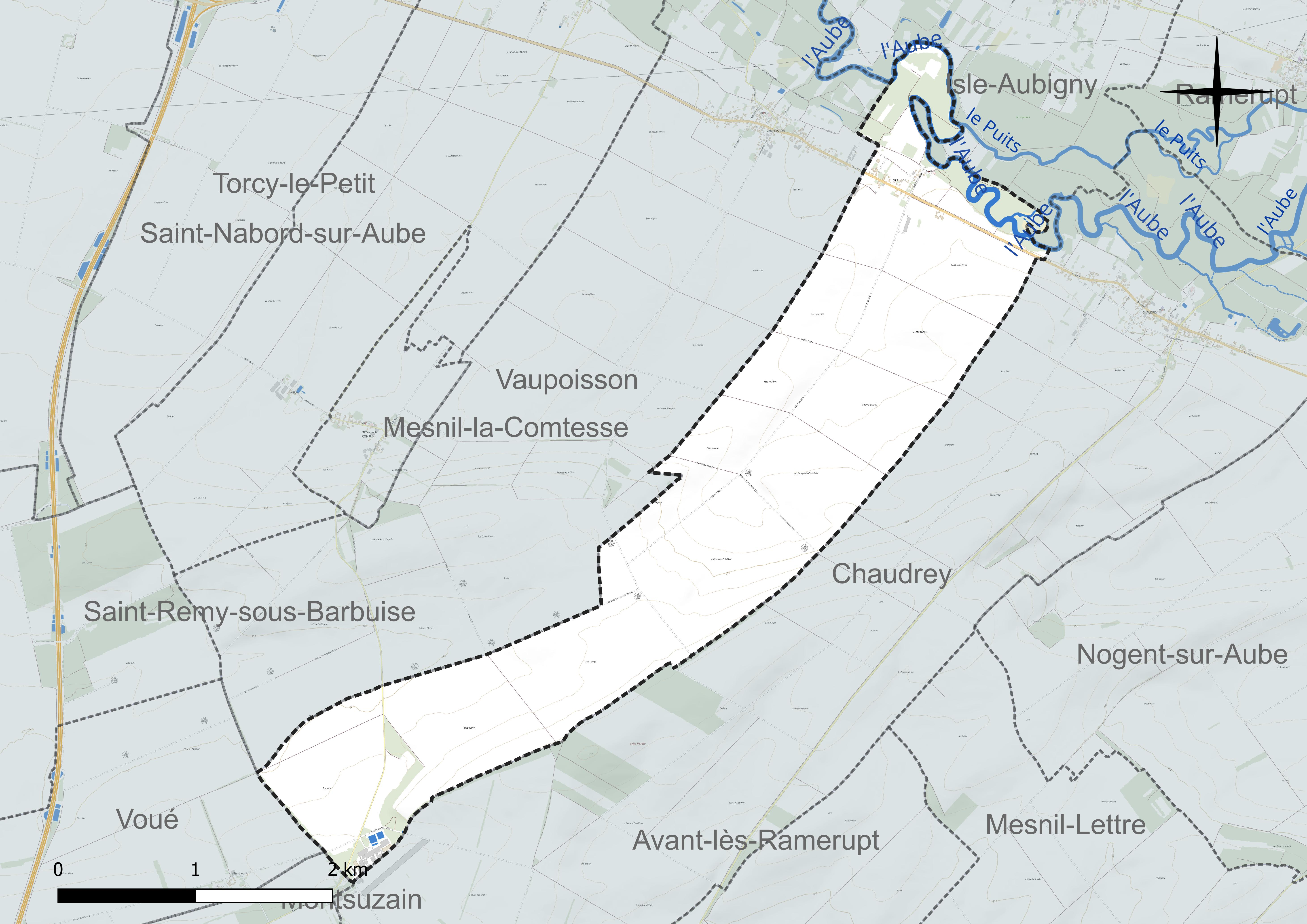
Réseau hydrographique d'Ortillon.

### Climat
Pour des articles plus généraux, voir Climat du Grand Est et Climat de l'Aube.
En 2010, le climat de la commune est de type climat océanique dégradé des plaines du Centre et du Nord, selon une étude du Centre national de la recherche scientifique s'appuyant sur une série de données couvrant la période 1971-2000. En 2020, Météo-France publie une typologie des climats de la France métropolitaine dans laquelle la commune est exposée à un climat océanique altéré et est dans la région climatique Nord-est du bassin Parisien, caractérisée par un ensoleillement médiocre, une pluviométrie moyenne régulièrement répartie au cours de l’année et un hiver froid (3 °C).
Pour la période 1971-2000, la température annuelle moyenne est de 10,6 °C, avec une amplitude thermique annuelle de 15,7 °C. Le cumul annuel moyen de précipitations est de 706 mm, avec 11,5 jours de précipitations en janvier et 7,6 jours en juillet. Pour la période 1991-2020, la température moyenne annuelle observée sur la station météorologique de Météo-France la plus proche, « Dosnon », sur la commune de Dosnon à 11 km à vol d'oiseau, est de 11,0 °C et le cumul annuel moyen de précipitations est de 698,3 mm. 
La température maximale relevée sur cette station est de 41,6 °C, atteinte le 25 juillet 2019 ; la température minimale est de −25,8 °C, atteinte le 14 février 1956,,.
Les paramètres climatiques de la commune ont été estimés pour le milieu du siècle (2041-2070) selon différents scénarios d'émission de gaz à effet de serre à partir des nouvelles projections climatiques de référence DRIAS-2020. Ils sont consultables sur un site dédié publié par Météo-France en novembre 2022.

## Urbanisme

### Typologie
Au 1er janvier 2024, Ortillon est catégorisée commune rurale à habitat très dispersé, selon la nouvelle grille communale de densité à 7 niveaux définie par l'Insee en 2022.
Elle est située hors unité urbaine. Par ailleurs la commune fait partie de l'aire d'attraction de Troyes, dont elle est une commune de la couronne,. Cette aire, qui regroupe 209 communes, est catégorisée dans les aires de 200 000 à moins de 700 000 habitants,.

### Occupation des sols
L'occupation des sols de la commune, telle qu'elle ressort de la base de données européenne d’occupation biophysique des sols Corine Land Cover (CLC), est marquée par l'importance des territoires agricoles (92,5 % en 2018), une proportion identique à celle de 1990 (92,5 %). La répartition détaillée en 2018 est la suivante : 
terres arables (89,8 %), forêts (6,2 %), zones agricoles hétérogènes (2,7 %), zones urbanisées (1,3 %). L'évolution de l’occupation des sols de la commune et de ses infrastructures peut être observée sur les différentes représentations cartographiques du territoire : la carte de Cassini (XVIIIe siècle), la carte d'état-major (1820-1866) et les cartes ou photos aériennes de l'IGN pour la période actuelle (1950 à aujourd'hui).

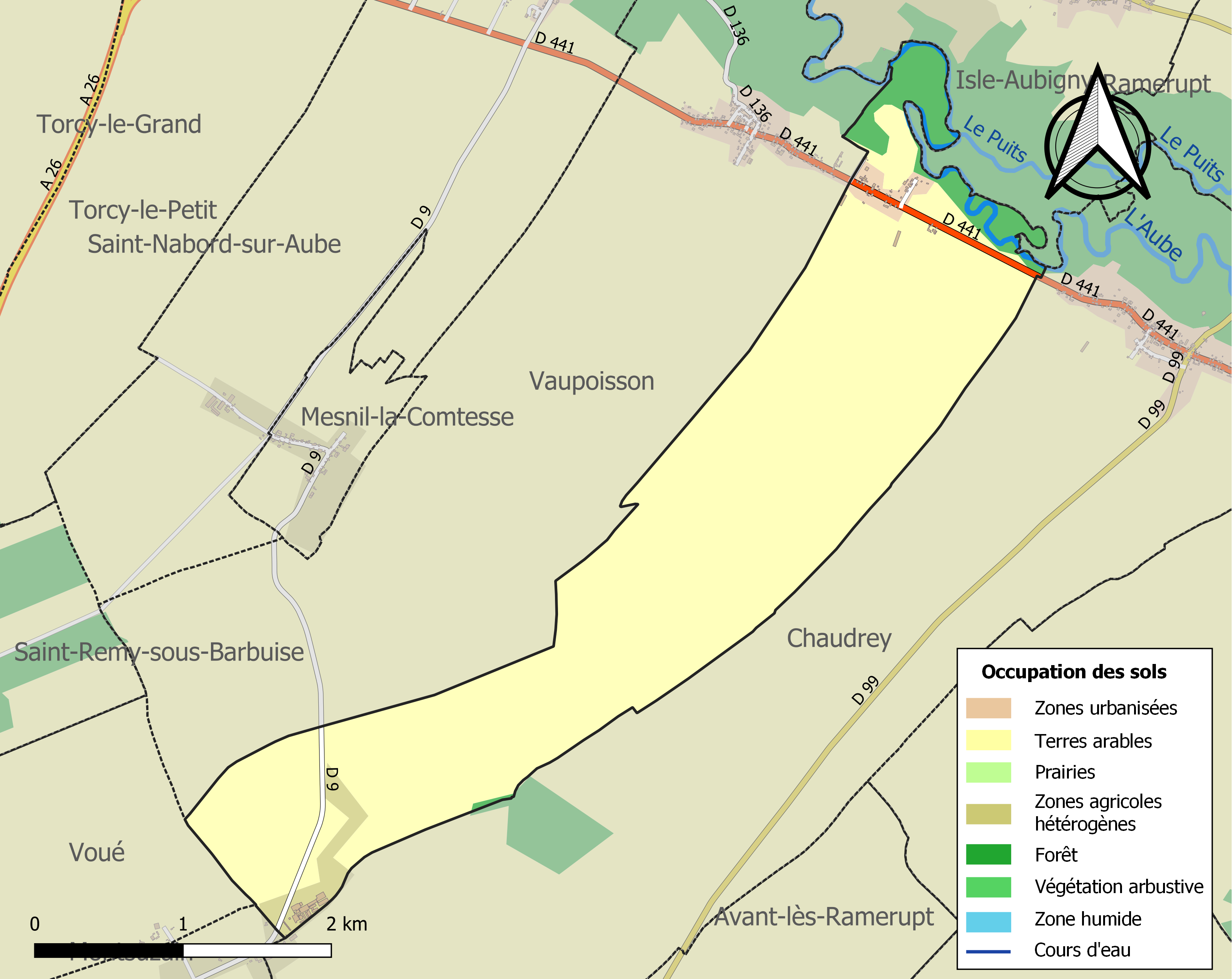
Carte des infrastructures et de l'occupation des sols de la commune en 2018 (CLC).

## Toponymie
De l’ancien français hort, issu du latin hortus « jardin ».

## Histoire
La seigneurie était partagée, une partie aux seigneurs de Ramerupt, d'autres comme Marguerite dame d'Ortillon, fin du XIIe siècle qui faisait un don aux moines de Montièramey de deux fauchées de prés et deux pièces de terres car son fils Guillaume y était moine. Guyot de Laignes était seigneur pour partie de Vaupoisson, Ortillon, et du Chêne, en 1441. Au XVIIIe siècle la seigneurie était en la famille des Réaulx. 
Ortillon dépendait, jusqu'en 1789 de l'intendance et de la généralité de Châlons, de l'élection de Troyes et du bailliage de Chaumont.

### Prieuré
Il y avait un prieuré sous le vocable de Sainte-Madeleine qui dépendait de l'abbaye de Marmoutier et est connu depuis 1118. Ses biens furent confisqués et vendu lors de la Révolution.

## Politique et administration
| Période                                  | Période  | Identité                                          | Étiquette | Qualité |
| ---------------------------------------- | -------- | ------------------------------------------------- | --------- | ------- |
| mars 2001                                | 2008     | M. Joël Faître                                    |           |         |
| mars 2008                                | En cours | M. Patrick Albaret Réélu pour le mandat 2020-2026 | DVD       | Employé |
| Les données manquantes sont à compléter. |          |                                                   |           |         |

## Démographie
L'évolution du nombre d'habitants est connue à travers les recensements de la population effectués dans la commune depuis 1793. Pour les communes de moins de 10 000 habitants, une enquête de recensement portant sur toute la population est réalisée tous les cinq ans, les populations de référence des années intermédiaires étant quant à elles estimées par interpolation ou extrapolation. Pour la commune, le premier recensement exhaustif entrant dans le cadre du nouveau dispositif a été réalisé en 2008.

En 2022, la commune comptait 22 habitants, en évolution de −8,33 % par rapport à 2016 (Aube : +0,7 %, France hors Mayotte : +2,11 %).
| 1793 | 1800 | 1806 | 1821 | 1831 | 1836 | 1841 | 1846 | 1851 |
| ---- | ---- | ---- | ---- | ---- | ---- | ---- | ---- | ---- |
| 81   | 91   | 92   | 94   | 94   | 96   | 86   | 84   | 80   |

| 1856 | 1861 | 1866 | 1872 | 1876 | 1881 | 1886 | 1891 | 1896 |
| ---- | ---- | ---- | ---- | ---- | ---- | ---- | ---- | ---- |
| 72   | 73   | 81   | 65   | 60   | 63   | 57   | 56   | 53   |

| 1901 | 1906 | 1911 | 1921 | 1926 | 1931 | 1936 | 1946 | 1954 |
| ---- | ---- | ---- | ---- | ---- | ---- | ---- | ---- | ---- |
| 45   | 45   | 32   | 38   | 40   | 38   | 39   | 31   | 32   |

| 1962 | 1968 | 1975 | 1982 | 1990 | 1999 | 2006 | 2008 | 2013 |
| ---- | ---- | ---- | ---- | ---- | ---- | ---- | ---- | ---- |
| 31   | 37   | 46   | 40   | 43   | 32   | 34   | 35   | 26   |

| 2018 | 2022 | - | - | - | - | - | - | - |
| ---- | ---- | - | - | - | - | - | - | - |
| 24   | 22   | - | - | - | - | - | - | - |

## Lieux et monuments
La paroisse n'avait qu'une chapelle en l'église du prieuré. Elle était une part de la paroisse de Chaudrey. Elle avait cependant un cimetière et des fonts baptismaux propres. L'église actuelle fut construite en 1845 et placée sous le vocable de Sainte Madeleine. Elle avait une Marie à l'Enfant en bois du XIVe siècle mais se trouve actuellement déposée en la cathédrale.